# ミニカー (車両)

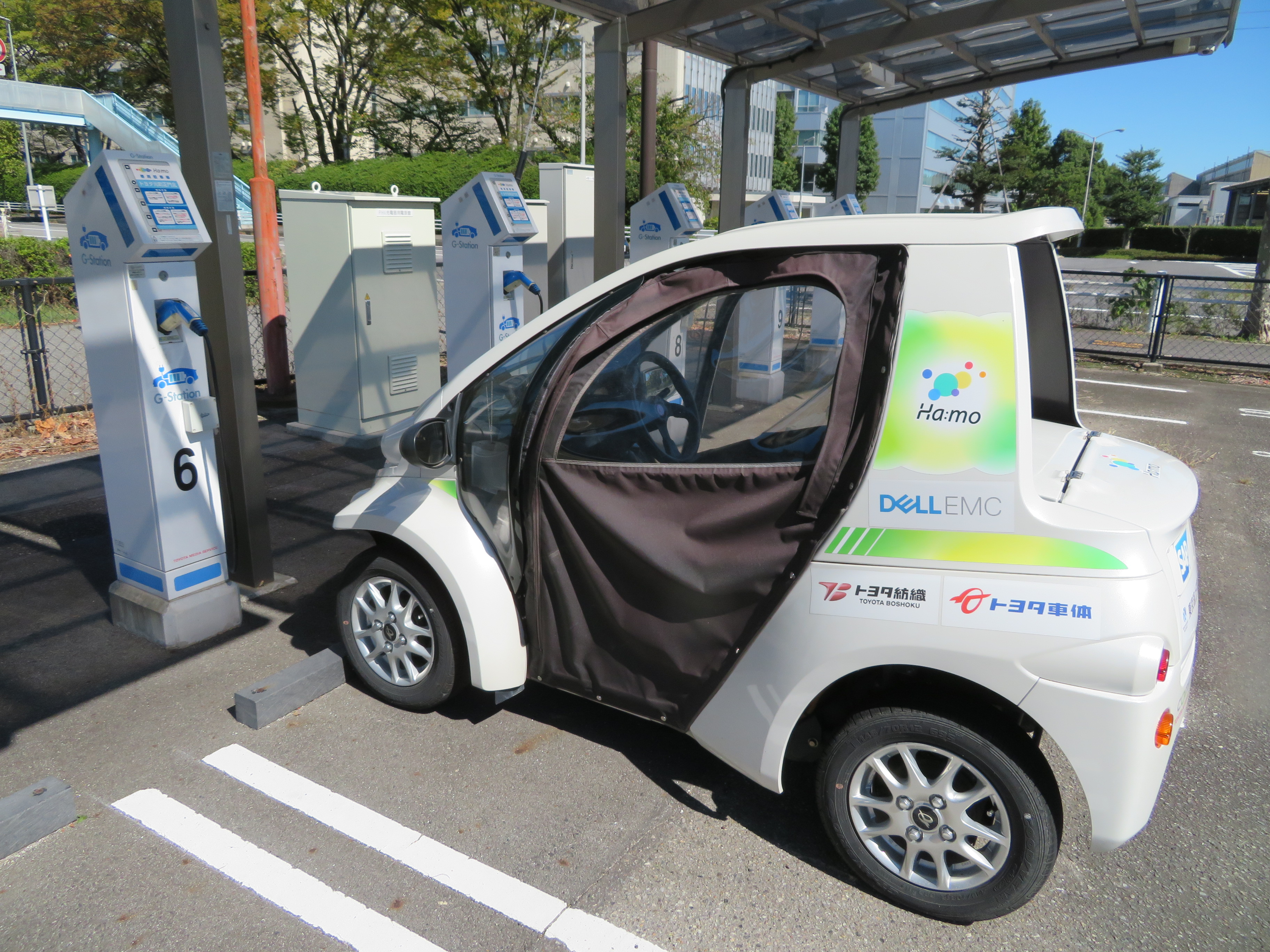
コムスと充電スタンド

ミニカーとは、日本における超小型自動車の規格の一つで、道路交通法において総排気量20ccを超え50cc以下又は定格出力0.25kWを超え0.6kW以下の原動機を有する普通自動車をいう。道路運送車両法においては自動車でなく原動機付自転車として扱われる。
玩具のミニチュアカーとの混同を避けるため、一部メーカーは「マイクロカー」の愛称を用いている。欧米でも小型の車両が『マイクロカー』と呼ばれることがあるが、欧米におけるマイクロカーは多くが250cc-700cc程度の普通自動二輪車・大型自動二輪車並みのエンジンを搭載した日本でいう軽自動車相当の車両である。
また、「コミューター」と呼んでいる例もある。

## 概要

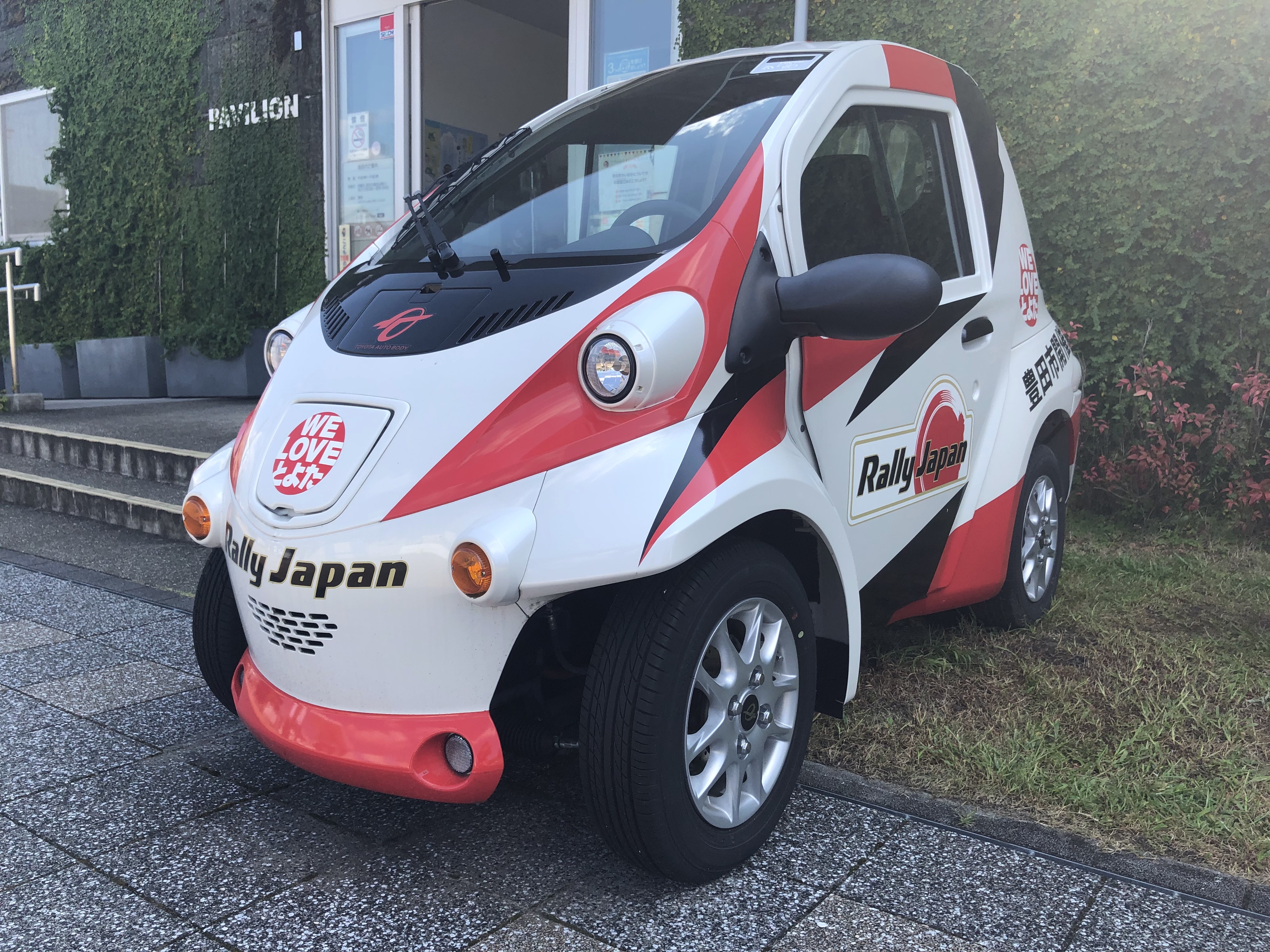
トヨタ車体のコムス

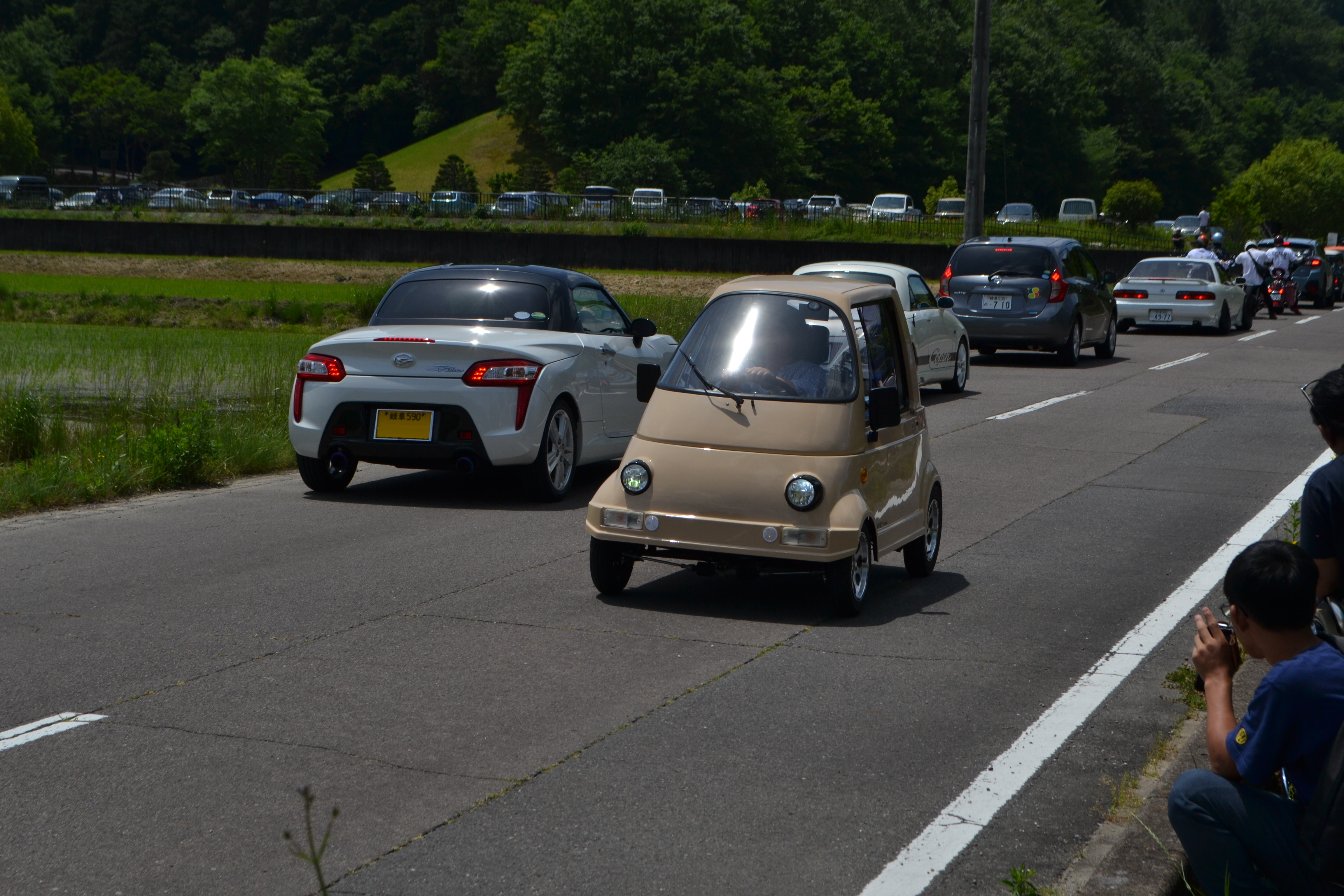
タケオカ自動車工芸のアビー

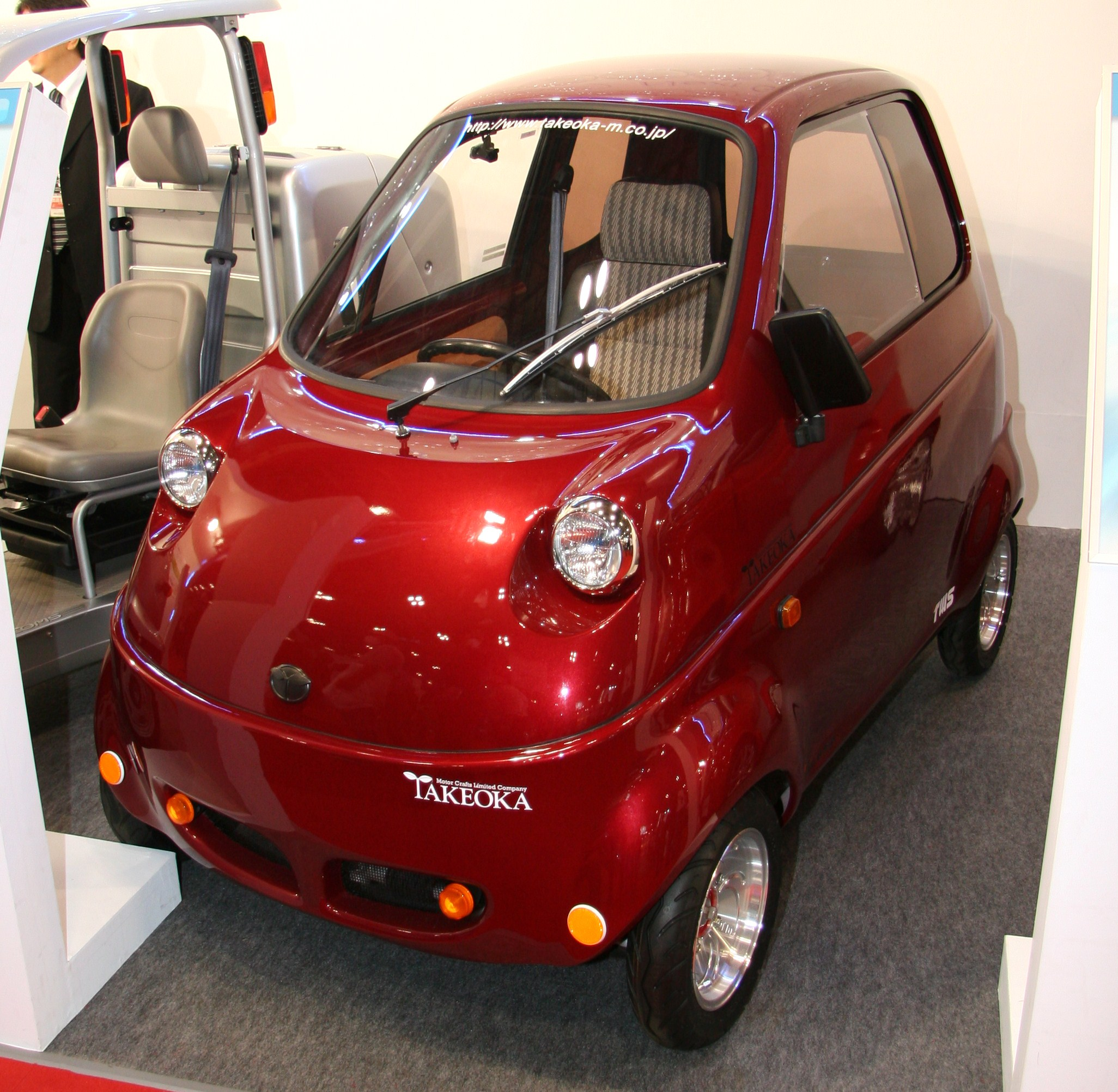
タケオカ自動車のT-10

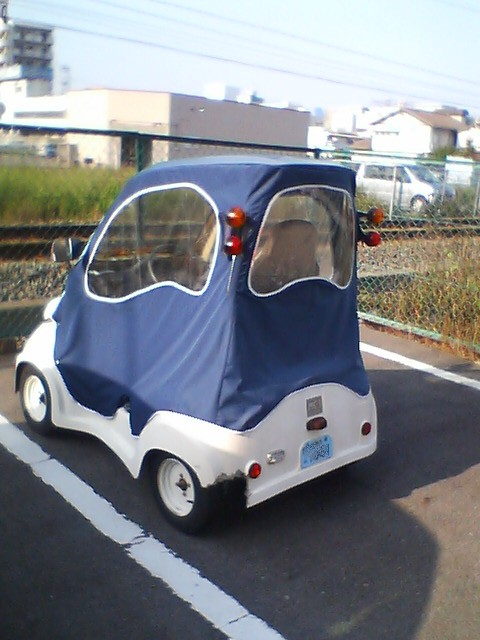
光岡自動車のK-1

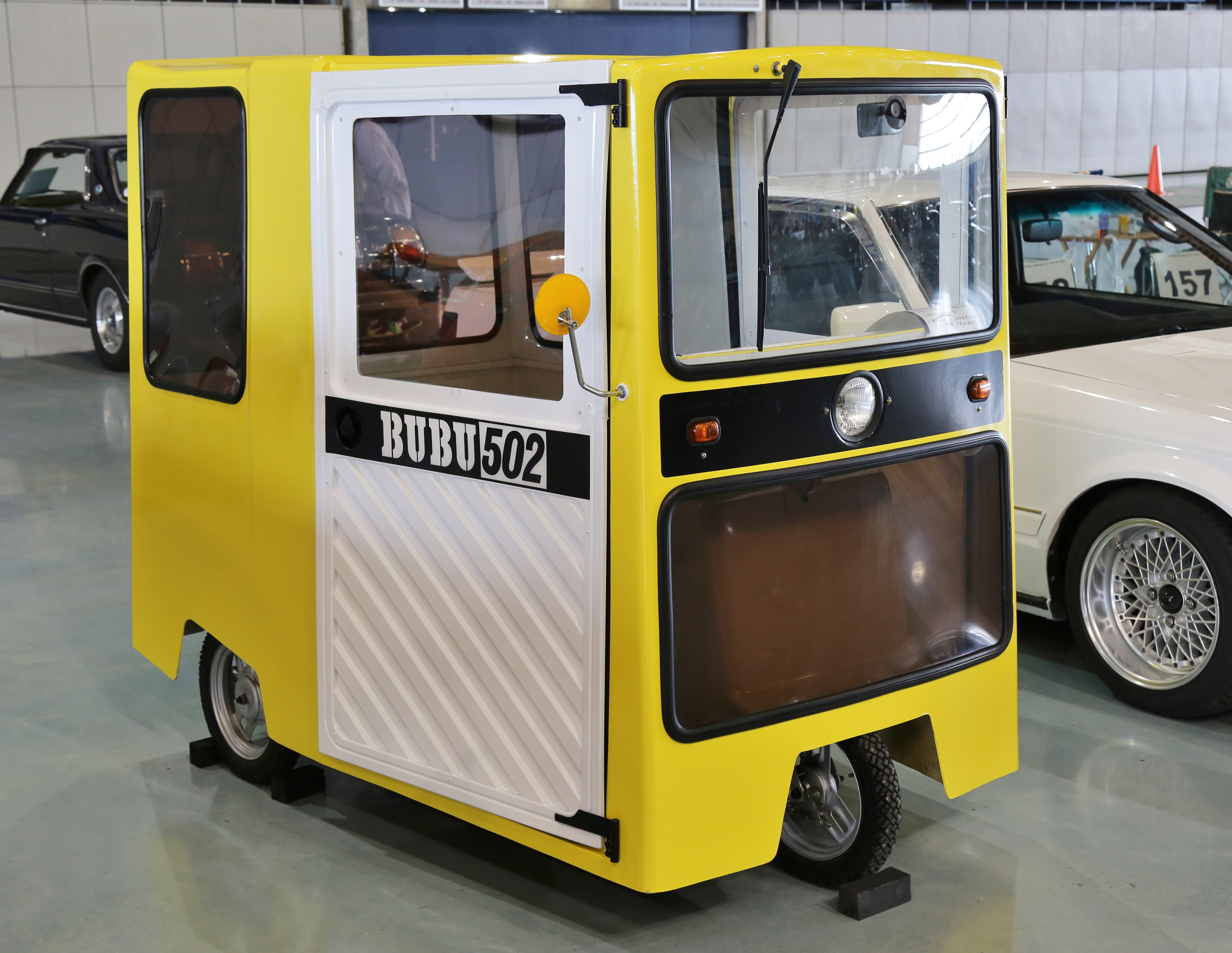
光岡自動車のBUBU 502

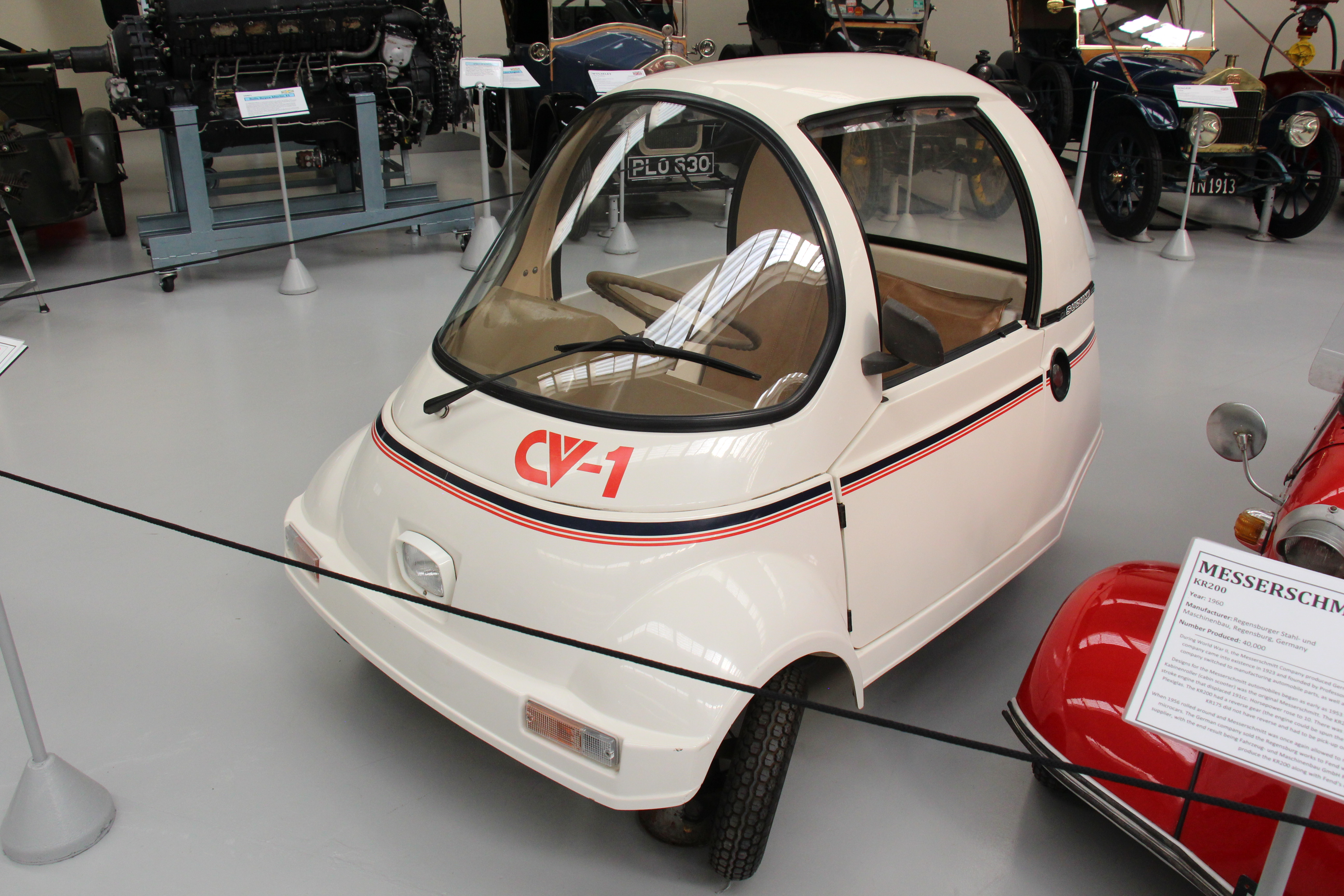
スズキのCV1

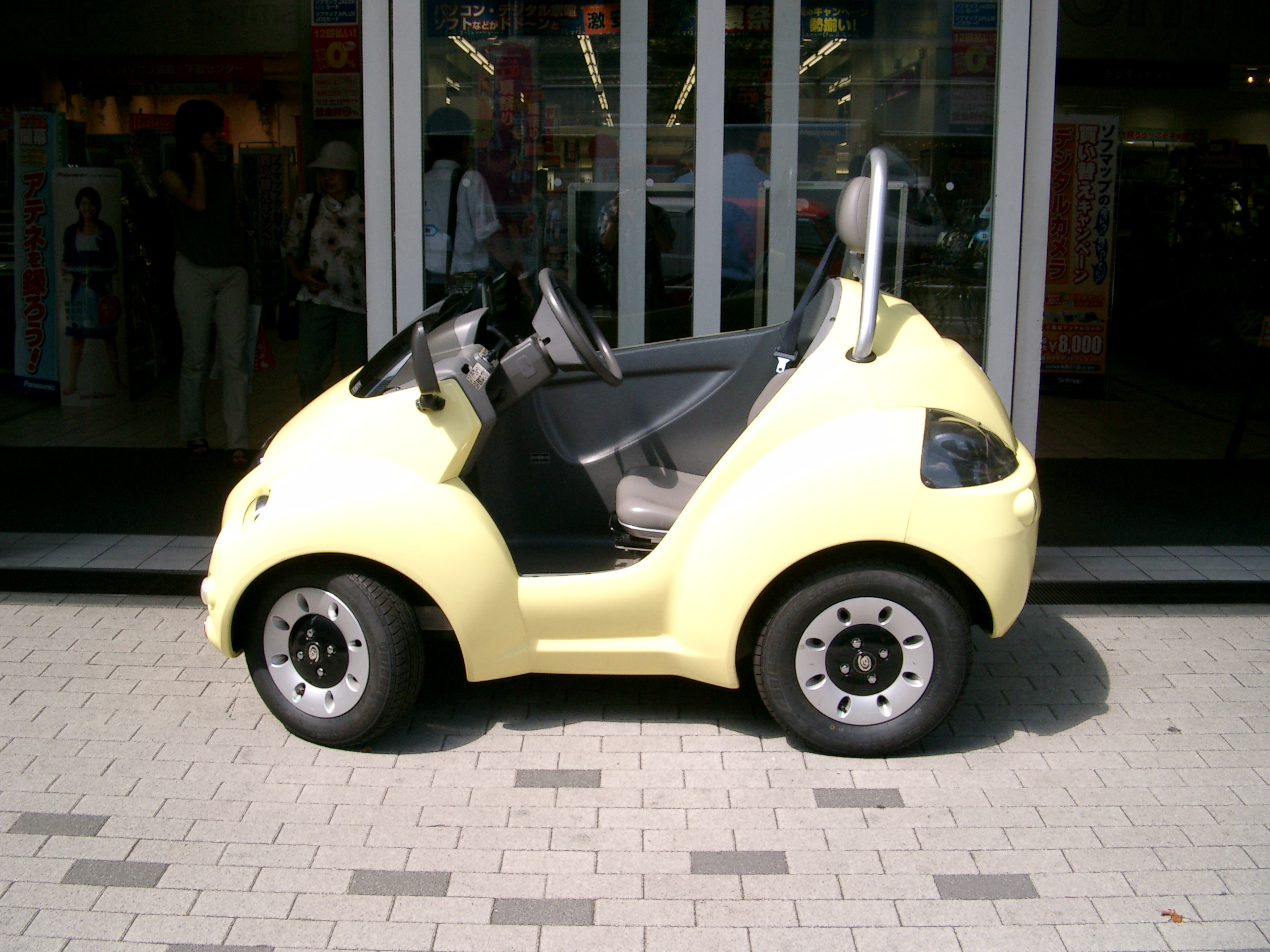
CQモーターズのQ-CAR

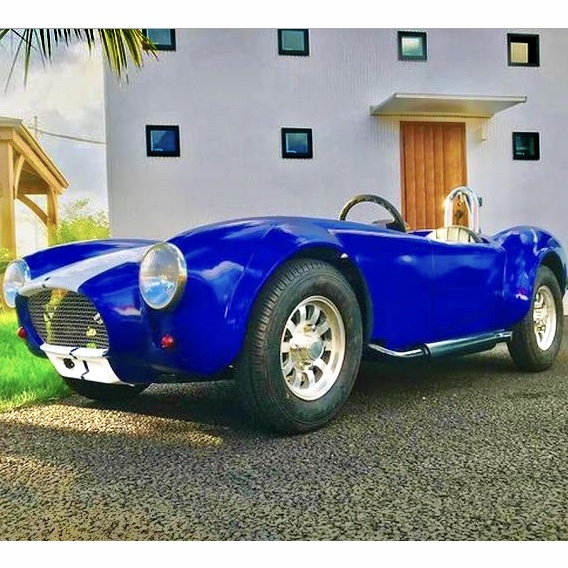
トライクファクトリージャパンのミニコブラ

1980年代前半から原付スクーターの駆動装置を流用する方法で、4輪もしくは3輪のキャビンスクータータイプのミニカーが製作されるようになった。
2007年9月の排出ガス規制以降、ミニカーの淘汰が進み、エンジンは非力ながら、繊維強化プラスチックなどで作られた軽量なキャビンを備え、車格に見合ったホイールベースやトレッド、車輪サイズやサスペンションストロークになり、雨天も運航できる車両となった。ケータリング、自動車では入れない細い道の移動、あるいは趣味の車などとして使用されている。
ミニカーは、道路交通法及び同法施行令の規定に基く同法施行規則に、「総排気量0.050リツトル以下又は定格出力0.60キロワツト以下の原動機を有する普通自動車」と規定されており、運転には普通自動車以上の運転免許が必要である。同法施行令によって乗車人員は1人、積載量は90kg以下に制限されるが、同法上は「原動機付自転車」ではないことから、二段階右折やヘルメット着用の義務はなく、法定最高速度は60km/hである。
一方、この大きさの原動機が付いた車両は、道路運送車両法上は同法施行規則によって原動機付自転車の扱いとなる。従って、「道路運送車両の保安基準」の「第三章　原動機付自転車の保安基準」が適用され、大きさは「長さ二・五メートル、幅一・三メートル、高さ二メートルを超えてはならない」が、同法上は「自動車」ではないから車検はない。同法第31条により排出ガス基準を満たしている必要がある。
なお、道路法および高速自動車国道法における「自動車」とは「道路運送車両法における自動車」のことであり、ミニカーは同法上は原動機付自転車なので、自動車専用道路と高速自動車国道を走行することができない。自動車の保管場所の確保等に関する法律における「自動車」も同様なので同法は適用されず、よってミニカーには車庫証明が不要であるが、路上駐車は道路交通法により、駐車禁止の場所に駐車すれば駐車違反になり、反則金及び放置違反金の対象になる。

## 沿革
ミニカーは主に全天候性の原動機付自転車の要望があり開発された。当初はスクーターに屋根を付けて、車輪を増やした簡易なものだった。
1980年代初頭に原動機付自転車運転免許で乗れたことから、その手軽さが支持されて一時的ブームが起こる。
1984年道路交通法施行規則の一部を改正する総理府令（昭和59年総理府令第46号）により、道路交通法施行規則が改正（1985年2月15日施行）され、普通自動車として扱われることとなった。これにより普通自動車運転免許が必要となる。この結果、法定速度が60km/hとなった。その後、比較的完成度の高いミニカーが見受けられるようになった。
2007年9月以降の排出ガス規制の適用により、タケオカ自動車工芸を除いたすべての内燃機ミニカーメーカーが撤退。以降、電動ミニカーが主流となった。
2012年7月、トヨタ車体が「コムス」を発売し、この車体をセブン-イレブンが配達用に大量採用したことで、多くの電動ミニカーを見かけるようになった。
2018年4月、カート型ミニカーに対して厳しく保安基準が改正され、事実上カート型ミニカーの新規登録は出来なくなった。この煽りを受けて、既存のメーカーのミニカーの保安基準も一部改正となったが対応済であった。シートベルト装着義務が課される事となった。
2021年6月、ミニカーの積載物の重量制限に関する規定が緩和され、積載物の重量制限が30kgから90kgへ変更された。

## ミニカーの超小型モビリティの区分
超小型モビリティは、その大きさや定格出力に応じて、3つの区分（第一種原動機付自転車（ミニカー）、軽自動車（型式指定車）、軽自動車（認定車））に分かれる。
|          | 第一種原動機付自転車（ミニカー） | 軽自動車（型式指定車） | 軽自動車（認定車） |
| -------- | -------------------------------- | ---------------------- | ------------------ |
| 最高速度 | 60km/h（道路交通法）             | 構造上60km/h           | 個別の制限付与     |
| 定格出力 | 0.6kW以下                        | 0.6kW超                | 0.6kW～8.0kW       |
| 長さ     | 2.5m以下                         | 2.5m以下               | 3.4m以下           |
| 幅       | 1.3m以下                         | 1.3m以下               | 1.48m以下          |
| 高さ     | 2.0m以下                         | 2.0m以下               | 2.0m以下           |

## カート型ミニカー
公道を走るレーシングカートに類似したいわゆる「公道カート」も本項のミニカーに入る。遊園地にあるゴーカートのエンジンを基準内に合わせ、車体にライトやミラーなど保安部品を取り付けて公道を走れるようにした車両と考えればよい。観光用にレンタルとして貸し出される事が多いが、カート型である為、公道を走るような配慮の元に設計されておらず、事故が多発してカートのみ、被視認性向上部品の設置義務化、夜間被視認性向上灯火器の義務化、座席ベルトの装備義務化、頭部後傾抑止装置の装備義務化、かじ取り衝撃吸収構造の義務化、回転部分の突出を禁止と厳しく規制される事となった。
都心部を中心に、観光客によるカートの公道走行で事故が多発し、これを受けて国土交通省は道路運送車両法の基準改正の検討を始め、2018年4月、以下の道路運送車両の保安基準を改正した。
- 地上高1m以上の位置に、長さ300mm、幅250mm以上の視認性を高める構造物の装着義務化（使用過程車を含む）(対象は、座席の地上からの高さが500mm 未満のもの（またがり式座席のものは除く）)
- 構造の最大高さ付近での尾灯の義務化（使用過程車を含む）(対象は、座席の地上からの高さが500mm 未満のもの（またがり式座席のものは除く）)
- シートベルトの義務化（使用過程車を含む）（またがり式座席のものは除く）
- ヘッドレストの義務化（使用過程車を除く）（またがり式座席のものは除く）
- ハンドルのショックアブソーバーの義務化（使用過程車を除く）（バーハンドル式は除く）
- フェンダー装着の義務化（使用過程車を除く）

上記改正の施行日は2020年4月1日（視認性向上部品、尾灯、2点式または3点式シートベルト）、および2021年4月1日（3点式シートベルト、ヘッドレスト、ハンドルショックアブソーバー、フェンダー）。

### インバウンド客による集団走行問題
外国から訪れるインバウンド客による集団的走行が社会問題となっている。マリオカートの影響で、目立つことを意図し敢えて奇抜なコスチュームを纏い、時に数十台の集団で走行を行う事例が散見される。日本の交通法規に疎い場合もあり、信号による縦隊の分断を回避するために、赤信号に変わっても強引に交差点に進入して接触事故を起こすなどの事例がみられる。ただし暴走族とは異なり、目立ち楽しむことのみを目的としており敢えて反社会的行動に出るわけではない。

## トライクのミニカー登録
一部の三輪原付車両を改造し輪距を500mm以上に拡大することで、ミニカーに変更登録されたトライクもある。
道路交通法上のミニカーとなることで、原付免許では運転できなくなるが、制限速度やヘルメット着用義務などが変化する。

## ミニカーの国内メーカー

### 現在のミニカーメーカー
自社開発しているメーカー
- トヨタ車体：旧アラコから引き継ぎ『コムス』を製造・販売
- タケオカ自動車工芸：電動ミニカー『Lala』、自社開発のエンジン車『アビー』などを製造・販売
- KGモーターズ[23]：自社開発のミニカー『mibot』を製造・販売
- トライクファクトリージャパン：自社開発のミニカー『ビッグフォース（ミニジープ）』『ミニコブラ』を製造・販売
- 高山自動車[24]：自社開発のミニカー(マイクロEVキッチンカー）『マイクロフリーダ』を製造・販売
- エコチャレンジ[25]：自社開発のミニカー(電動スポーツカー)『ASAHI POCKET』を製造・販売。1999年、朝日エンジニアリングが設計･製作した「POCKET600」に改良を加えたミニカー[26]。
- カワサキモータース：3輪電動アシスト自転車｢ノスリス｣のフル電動タイプ『ノスリスe』に関してカワサキは｢ミニカー登録であり普通自動車免許が必要(原付免許不可)である｣としている[27]。

輸入した自動車（設計・製造を委託した自動車）を、日本の自社で独自に改良し発売するメーカー
- タジマモーターコーポレーション[28]：『ジャイアン』『T-mini』を企画・販売。なお設計･製造は海外の会社に委託。
- 日本エレクトライク：インドのバジャージ・オート製の側面開放型ガソリン三輪自動車を電動三輪自動車に改造・販売
- アップルオートネットワーク：中国の嘉远汽车製のマイクロカーを『イーアップル』として輸入・販売

### 過去のミニカー参入メーカー
- 光岡自動車：『BUBUシリーズ』『Kシリーズ』など多くのミニカーを製作した先駆的メーカーであったが、K-4を最後に撤退した
- CQモーターズ：実車版チョロQ（『Q-CAR』）でミニカー市場に参入したが、短期間で撤退した
- ダイハツ工業：『ミニ・スウェイ』を発売していた。
- ゼロスポーツ：『ゼロEVエレクシードRS』を発売していた。
- 株式会社ミクロ：『パネオ』を発売していた。
- エナックス株式会社：『S3』を発売していた。
- スズキ：『CV1』を発売していた。
- 乗り物館：『サイデスカー』を発売していた。ムーンクラフト社がデザインを担当した。
- オレンジボックス：『ボナ』『アローラ』を発売していた。
- 日本グランド：『ピアピア』を発売していた。
- アルファ道都：『アルファZ』を発売していた。
- 武蔵工業：『ポニー 50A』を発売していた。
- アサカ自動車：『アサカ・プチ』を販売していた。
- ナカマ車輌：『チビッカ』を販売していた。
- テンポラリーセンター：『コミニカ』を発売していた。
- サンケミカル：『プロスパー』を発売していた。
- F1クリエイト：『クラブマン07』『KR50』を発売していた。
- 童夢：『コメット』を発売していた。
- Piyoトラック：『ぴよぴよPiyo』を発売していた。
- 藤野金属工業：アローラ（英語版） - フランスにあるエクザムメガ（英語版）のライセンス生産車を販売していた。
- ピアッジオ・Ape（英語版）：50ccモデルがミニカー規格相当であり、成川商会やアルク[29]によりミニカーとして正規輸入されていた
- アクセス：パーツを中国から輸入し、日本の本社工場で組立・販売していた。